# Desperate Courage
Pour plus de détails, voir Fiche technique et Distribution.
Desperate Courage est un film américain réalisé par Richard Thorpe, sorti en 1928.

## Synopsis
Jim Dane arrive au ranch Halliday pour y voir Ann, sa bien-aimée, mais il y trouve les frères Brannon en train de persécuter le Colonel Halliday. Il va réussir à faire échouer leur plan, qui était de s'octroyer le bétail et les chevaux des Halliday sur la base d'un faux document...

## Fiche technique
- Titre original : Desperate Courage
- Réalisation : Richard Thorpe
- Scénario : Frank L. Inghram[1]
- Photographie : Ray Ries
- Société de production : Action Pictures
- Société de distribution : Pathé Exchange
- Pays de production :  États-Unis
- Langue originale : anglais
- Format : noir et blanc — 35 mm — 1,37:1 — Film muet
- Genre : Western
- Durée : 5 bobines - 1 340 m
- Date de sortie :
  - États-Unis : 15 janvier 1928

## Distribution
- Wally Wales : Jim Dane
- Olive Hasbrouck : Ann Halliday
- Tom Bay : Colonel Halliday
- Lafe McKee : un des frères Brannon
- Fanchon Frankel : un des frères Brannon
- William Dyer : un des frères Brannon
- Slim Whitaker : un homme de main
- Al Taylor : un homme de main